# Chile nos Jogos Olímpicos de Verão de 1964
O Chile participou dos Jogos Olímpicos de Verão de 1964 na cidade de Tóquio, no Japão. Nessa edição dos jogos o país não teve medalhistas.